# Selenops nesophilus
Selenops nesophilus är en spindelart som beskrevs av Chamberlin 1924. Selenops nesophilus ingår i släktet Selenops och familjen Selenopidae. Inga underarter finns listade i Catalogue of Life.